# Абидуев, Бавасан Доржиевич
Бава́сан Доржи́евич Абиду́ев (бур.  Абидуев Доржын Бабасан; 1909—1940) — поэт, один из основателей бурятской советской литературы, переводчик, детский писатель.

## Биография
Родился в улусе Янгажан (Янгажин) Оронгойского сомона в Селенгинском округе (ныне Иволгинский район) Забайкальской области. В 16 лет вступил в комсомол. С 1925 года селькор газеты «Бурят-Монголой унэн». Первые стихи Абидуева были напечатаны в газете в 1926 году. В 1927 году работал в сельсовете заместителем председателя и секретарём. В 1928 году в журнале «Эрдэм ба шажан» («Наука и религия») опубликована его поэма «Самолёт».
В 1930 году Абидуев организовал газету «Хамтын ажалшан» («Колхозник») в селе Агинское и был первым её редактором. Работал в газете до 1932 года.
В 1931 году издаётся первая книга стихов поэта «Наранай Туяа» («Сияние солнца»). С начала 1932 года переводит на бурятский язык книги «Как закалялась сталь» и «Рождённые бурей» Н. А. Островского, стихи Маяковского.
С 1932 года член ВКП(б).
Весной 1934 года был создан Союз писателей Бурят-Монгольской АССР. Абидуев становится членом Союза. Стихи поэта публикуются в республиканских газетах и литературных альманахах. В 1938 году издаётся второй сборник стихов — «Баяр» («Радость»).
В конце 1930-х бурятские писатели начинают писать книги для детей. В 1938 году издаются детские литературные сказки Абидуева: «Сказка о козлёнке Бабане», «Оседлавший тигра», «Шалай и Шанай», в 1939 году — сказки «Котий Батор», «Летучая мышь», «Храбрый козлёнок Бабана». Произведения написаны на основе народных сказок.
Бавасан Доржиевич Абидуев умер в Улан-Удэ после тяжёлой болезни 7 марта 1940 года.

## Память
- Имя Б. Д. Абидуева присвоено Республиканской детской библиотеке города Улан-Удэ.
- Ежегодно лучшему журналисту Агинского Бурятского округа присуждается премия имени Б. Д. Абидуева.

## Адреса
- Улан-Удэ, ул. Ленина 33 (Дом специалистов).